# スタン・リーのカメオ出演一覧

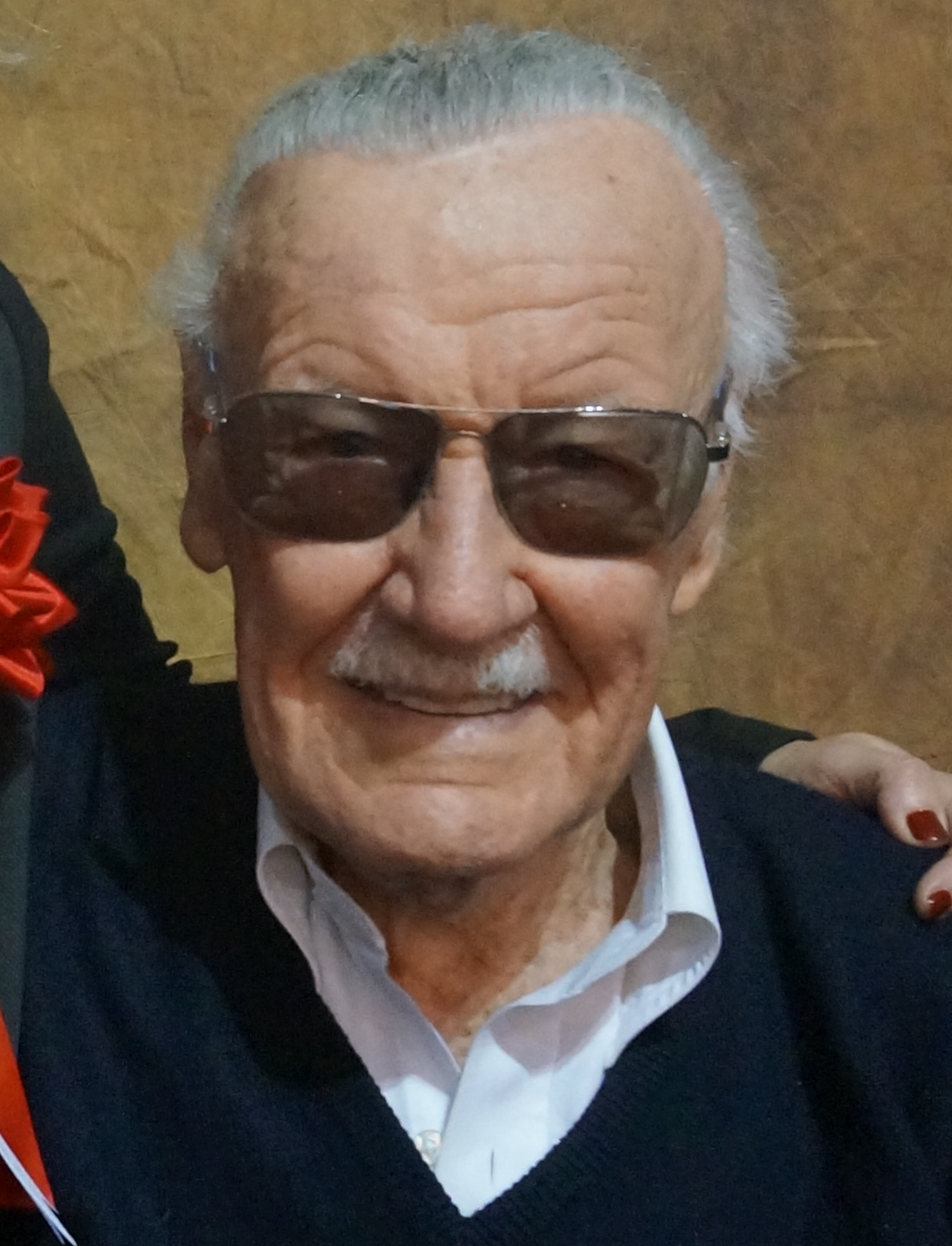
2016年・東京コミコンに出演した時の写真

スタン・リーのカメオ出演一覧とは、スタン・リーがこれまでにカメオ出演した作品のリストである。

## マーベル作品の中で登場
マーベル・シネマティック・ユニバース（MCU）において、スタン・リーは地球で起きる出来事を監視し、それをウォッチャーに報告する情報提供者として自身を演じた。リーは、『アイアンマン』（2008年）から『アベンジャーズ/エンドゲーム』（2019年）までの各作品に出演しており、死去前にカメオ出演を続けていた。ジョー・ルッソによると、リーのカメオ出演は2019年の公開作品の分も含めて連続して撮影された。
アイアンマン（2008年）
本人の名前としてクレジット。ガラで3人のブロンド髪女性と楽しむ姿を見せる。トニー・スタークはスタンをヒュー・ヘフナーと間違える。劇場公開版では、スタークが「ヘフ」と挨拶して立ち去るが、別バージョンでは間違いに気づいたスタークに対し、リーが「大丈夫だよ、よくあることだから」と言っている スタンはこのカメオ出演に対して気に入っている。
インクレディブル・ハルク（2008年）
スタン・リーは、ブルース・バナーの血液で汚染されたソフトドリンクを誤って飲んでしまう市民として登場。その結果、彼は体調を崩し、ガンマ線病にかかり、バナー博士の居場所が発覚するきっかけとなる。その後のシーンではスタンに変わって1967年制作のアニメ「スパイダーマン」でピーター・パーカー役を担当したポール・ソールズがピザ店のオーナーとして働くスタン・リーとして登場する。
アイアンマン2（2010年）
スターク・エキスポでリーは赤いシャツとサスペンダーを着ており、トニー・スタークから「ラリー・キング」と呼びかけられる。
マイティ・ソー（2011年）
ソーのハンマー、ムジョルニアが地球に落ちた現場に集まった群衆の一人として登場。トラックでハンマーを引き抜こうとするが、荷台が外れ、「うまくいったか？」と笑いを誘う。
キャプテン・アメリカ/ザ・ファースト・アベンジャー（2011年）
第二次世界大戦中の将軍として出演。スティーブ・ロジャースを見間違え、「もっと背が高いと思ってた」とコメントする。
アベンジャーズ（2012年）
ニューヨークを救ったアベンジャーズについてのインタビューで、「ニューヨークにスーパーヒーロー？ 冗談だろ」と語り、チェスに戻る He also appears in a deleted scene in which, when a waitress flirts with Steve Rogers, Lee says to him, "Ask for her number, you moron!"。
アイアンマン3（2013年）
テレビ画面に映る美人コンテストの審査員として登場。満面の笑みで10点を掲げる。
マイティ・ソー/ダーク・ワールド（2013年）
精神病院の患者として、エリック・セルヴィグに靴を貸す。演説後、「靴を返してくれる？」と質問する。
キャプテン・アメリカ/ウィンター・ソルジャー（2014年）
スミソニアン博物館の警備員として登場。キャプテン・アメリカのコスチュームが盗まれたことに気付き、「クビだな、こりゃ」とつぶやく。
ガーディアンズ・オブ・ギャラクシー（2014年）
若い女性と話しているおじいさんとして登場。
アベンジャーズ/エイジ・オブ・ウルトロン（2015年）
戦勝パーティーに参加した第二次大戦の退役軍人として登場。アスガルドの酒を飲んで酔い潰れ、「エクセルシオール」と呟く。
リーは当時、これが『X-MEN:アポカリプス』以前で一番のお気に入りのカメオ出演だったと述べている。
アントマン（2015年）
キャプテン・アメリカ/シビル・ウォー（2016年）
フェデックス配達員として登場し、スターク宛の荷物を「トニー・スタンク」と間違えて届けてしまう。
ドクター・ストレンジ（2016年）
リーはバスの乗客として登場し、オルダス・ハクスリーの著書『知覚の扉』を読んでいる。彼は、ストレンジ、モルド、カエシリウスの戦いに気づくことなく、本に夢中となっている。
ガーディアンズ・オブ・ギャラクシー:リミックス（2017年）
スタン・リーは宇宙飛行士として登場し、ウォッチャーたちに『シビル・ウォー』で配達員を務めた話を語る。
スパイダーマン:ホームカミング（2017年）
リーはゲイリーという名前の不機嫌な隣人として登場。
マイティ・ソー/バトルロイヤル（2017年）
スタン・リーはサカールでグランドマスターに仕える召使いとして登場。
ブラックパンサー（2018年）
リーは釜山のカジノの客として登場。
アベンジャーズ/インフィニティ・ウォー（2018年）
ピーター・パーカーのスクールバスの運転手として登場。
アントマン&ワスプ（2018年）
街を歩く人として登場。
キャプテン・マーベル（2019年）
リーは地下鉄の乗客として登場。
アベンジャーズ/エンドゲーム（2019年）
デジタルで若返ったスタン・リーが、1970年の車の運転手として登場。
スパイダーマン:ノー・ウェイ・ホーム（2021年）
本作未登場。ミシェル・ジョーンズとネッド・リーズのシーンでカメオ出演する予定だった。
ガーディアンズ・オブ・ギャラクシー:VOLUME 3（2023年）
ジェームズ・ガンはもともとラムシャンクというキャラクターをスタン・リーに声を担当させ、彼をモデルにする予定だったが、リーの死去により、ラムシャンクはガン自身が演じることになった。
デッドプール&ウルヴァリン（2024年）
スタン・リーは死後、スタンリー・スティーマー（スタンリー・スティーマーのパロディ）の広告に登場。その広告画面には、「勇敢で善良なる掃除屋さん」というキャッチフレーズと彼が生まれた年である1922年が掲載されている。エンドクレジットにもアーカイブ映像として登場する。
エージェント・オブ・シールド（2014年）
登場エピソード：シーズン1 第9話「T.R.A.C.K.S.」（米国：2014年2月4日放送）
スタン・リーは親切なおじいさんとして登場。『スリングショット』では第1話に写真だけで登場。
エージェント・カーター（2015年）
シーズン1 第5話「The Blitzkrieg Button」（2015年1月27日放送）
カメオ出演
ネットフリックス・シリーズ
『デアデビル』、『ジェシカ・ジョーンズ』、『ルーク・ケイジ』、『アイアン・フィスト』、『ザ・ディフェンダーズ』、『ザ・パニッシャー』でニューヨーク市の警察官として登場。
ジェシカ・ジョーンズ シーズン2
加筆募集中
ルーク・ケイジ シーズン2 第6話「Can't Front on Me」
加筆募集中
ランナウェイズ
スタン・リーはリムジン運転手として登場。制作には未関与。
クローク＆ダガー
加筆募集中
ワンダヴィジョン
加筆募集中
ロキ
加筆募集中
ホワット・イフ...?
登場エピソード「What If... the World Lost Its Mightiest Heroes?」
加筆募集中

### MCU以外

#### X-MEN映画
X-MEN（2000年）
ホットドッグスタンドの販売員として登場。
X-MEN: ファイナル ディシジョン（2006年）
スタン・リーとクリス・クレアモントがジェーン・グレイの隣人として登場。
デッドプール（2016年）
ストリップクラブでMCを務めている男性として登場。
X-MEN:アポカリプス（2016年）
スタン・リーはアポカリプスによって発射される核兵器を見ているシーンに登場。
ノー・グッド・ディード（2017年）
『ローガン』の北米公開前に放送された短編映画『ノー・グッド・ディード』にスタン・リーが登場。
デッドプール2（2018年）
スタン・リーはドミノが都市を飛ぶシーンでグラフィティアートとして登場。

#### スパイダーマン映画
スパイダーマンTM (2002年)
スタン・リーはスパイダーマンがグリーンゴブリンと初めての戦ってる中で登場しており、倒れてきた瓦礫から小さな少女を救う役を演じている。DVDの削除シーンでは、リーがストリート・ベンダーとして登場し、ピーター・パーカーにサングラスを売ろうとするシーンがある。
スパイダーマン2（2004年）
リーは再び、人々を救うヒーローのようなおじさんとして登場。
スパイダーマン3（2007年）
スパイダーマンの記事を読むおじさんとして登場。

#### ファンタスティック・フォー映画
ファンタスティック・フォー 超能力ユニット
郵便配達員のウィリー・ランプキンとして登場。
ファンタスティック・フォー:銀河の危機
リードとスーの結婚式に出席するが、招待客リストがないことで入れない事態となってしまう。

#### アメイジング・スパイダーマン映画
アメイジング・スパイダーマン (2012年)
リザードとスパイダーマンとの戦いが繰り広げる中、スタンはクラシック音楽を聴きながら楽しんでいる。
アメイジング・スパイダーマン2（2014年）
グウェン・ステイシーの卒業式に登場。

#### ソニーのスパイダーマン・ユニバース
ヴェノム（2018年）
犬の散歩をする男性として登場。

#### その他の映画
超人ハルク （1989年）
ナレーションも務めたリーが、はじめてデビッド・バナー博士の裁判で陪審長を務めた。
ブレイド（1998年）
カメオ出演。最終作では削除。
デアデビル（2003年）
道路を渡っているときにバスにひかれそうになり、そこをマット・マードックが助けた。
ハルク（2003年）
加筆募集中
ベイマックス（2014年）
エンディングの終盤で登場。
スパイダーマン:スパイダーバース（2018年）
マイルス・モラレスにスパイダーマンのコスチュームを売っているシーンで登場。

#### MCU以外のテレビシリーズ
超人ハルク、スパイダーマン&アメイジング・フレンズ（1981年 - 1982年）
ナレーションとして登場。
ファンタスティック・フォー（1994年）
スーパースクラルの声を担当。
スパイダーマン'94（1994年）
製作総指揮を務めており、最終シーズンで本人そっくりのキャラクターをスタン自身が勤めた。
マーベル アクション・アワー / マーベル アクション・ユニバース（1994年 - 1995年）
その日に放送されるアニメ作品のエピソードの案内役として登場。
超人ハルク'96（1996年）
クリフォード・ウォルターズの声を担当。
スパイダーマン 新アニメシリーズ（2003年）
フランク・エルソンを担当。
スペクタキュラー・スパイダーマン（2008年）
荷物を運ぶ作業員の声を担当。
スーパー・ヒーロー・ギャング（2008年）
スーパーヒーローシティの市長の声を担当。
アルティメット・スパイダーマン（2012年）
ピーター・パーカーが通っているミッドタウン高校の用務員として登場。
ハルク: スマッシュ・ヒーローズ（2013年）
セールスマンとして登場。
ベイマックス ザ・シリーズ（2017年）
フレッドの父親役を再演。
フィニアスとファーブ/マーベル・ヒーロー大作戦（2013年）
ホットドッグを売るの店長として登場。
マーベル スパイダーマン（2017年）
ピーター・パーカーがレスリングに出るところで登場。リーはインタービューをするスタン・リーとして声の出演した。
ギフテッド（2017年）
加筆募集中
マーベル ガーディアンズ・オブ・ギャラクシー：ミッション・ブレイクアウト！
第1話にエレベーターのオペレーターとして登場。
アベンジャーズ・アッセンブル（2019年）
加筆募集中
マーベル フューチャー・アベンジャーズ（2020年）
加筆募集中

### テレビゲーム
スパイダーマン、スパイダーマン2 エンターエレクトロ、Spider-Man: Shattered Dimensions
このゲームのナレーションを務めた。

## マーベル以外の作品で登場

### テレビ

#### ドキュメンタリー
スパイダーマン誕生の秘密 - スタン・リーの世界 -
このドキュメンタリーにおいて、スパイダーマンがどういう形で生まれたか、その経路を語った。

### アニメ

#### その他
マペット・ベイビーズ
「Comic Capers」のエピソードで本人役で登場。実写で出演した。
スーパーマン
ジャック・カービーの葬式に登場。
ザ・シンプソンズ
何度か出演している。最初は本人風のイメージで登場しており、ホーマーとバートが彼のところに来ていた。

### ミュージック・ビデオ
- リーはX JAPANの未発表ミュージックビデオ「Born to Be Free」に出演。

## 日本語吹き替え版声優リスト
| 担当声優   | 担当作品                                                                                           |
| ---------- | -------------------------------------------------------------------------------------------------- |
| 西村知道   | スパイダーマン&アメイジング・フレンズ（ビデオ版）                                                  |
| 上田敏也   | モール・ラッツ                                                                                     |
| 仲野裕     | ハルク(2003)                                                                                       |
| 宗矢樹頼   | PS版スパイダーマンシリーズ                                                                         |
| 不明       | スパイダーマンTM                                                                                   |
| 糸博       | シンプソンズ シーズン13「怒れる父の逆襲」                                                          |
| 多田野曜平 | スパイダーマン新アニメシリーズ、スパイダーマン2                                                    |
| 齋藤龍吾   | スパイダーマン&アメイジング・フレンズ（トゥーン・ディズニー版） 1994年版ファンタスティック・フォー |
| 不明       | アルティメット・スパイダーマン フィニアスとファーブ/マーベル・ヒーロー大作戦                       |
| 広瀬正志   | MCU版初代                                                                                          |
| 高桑満     | MCU版2代目 スパイダーマン:スパイダーバース                                                         |
| 山内健嗣   | スタン・リー スーパーヒューマン 現代の超人たち                                                     |